# Halina Buk
Halina Buk (ur. 22 grudnia 1947 w Głuchołazach) – polska ekonomistka, dr hab. nauk ekonomicznych, profesor zwyczajny Kolegium Finansów, Katedry Informatyki i Rachunkowości Międzynarodowej Uniwersytetu Ekonomicznego w Katowicach oraz Instytutu Naukowego Finansów i Rachunkowości Wyższej Szkoły Bankowej w Poznaniu Wydziału Zamiejscowego w Chorzowie.

## Życiorys
W 1970 ukończyła studia w Wyższej Szkole Ekonomicznej w Katowicach. W 1976 obroniła w Akademii Ekonomicznej w Katowicach pracę doktorską, w 1989 habilitowała się tam na podstawie dorobku naukowego i pracy zatytułowanej Efektywność ekonomiczna procesów reprodukcji środków trwałych w przemyśle. 25 września 2009 nadano jej tytuł profesora w zakresie nauk ekonomicznych. Objęła funkcję profesora zwyczajnego w Kolegium Finansów, Katedry Informatyki i Rachunkowości Międzynarodowej na Uniwersytecie Ekonomicznym w Katowicach, a także Instytutu Naukowego Finansów i Rachunkowości w Wyższej Szkole Bankowej w Poznaniu na Zamiejscowym Wydziale w Chorzowie.
Była kierownikiem w Katedrze Finansów i Rachunkowości Wyższej Szkole Bankowej w Poznaniu na Zamiejscowym Wydziale w Chorzowie, oraz prodziekanem na Wydziale Finansów i Ubezpieczeń Uniwersytetu Ekonomicznego w Katowicach.

## Publikacje
- 2005: Pożądane zmiany różnych form edukacji w zakresie rachunkowości[1]
- 2008: Parytet wymiany udziałów lub akcji w podziale spółek kapitałowych, W: Restrukturyzacja spółek handlowych. Zagadnienia ekonomiczne i prawne, - Studia Ekonomiczne[1]
- 2008: Analiza wartości firmy jako pozycji bilansowej[1]